# NGC 46
NGC 46 és una estrella F8 en la constel·lació dels Peixos, que va ser identificada el 22 d'octubre de 1852 per Edward Joshua Cooper, qui la va classificar incorrectament com una nebulosa.